# 冯军 (1965年)
冯军（1965年12月—），男，汉族，江苏如皋人，中国法学家，中国社会科学院法学研究所副所长、研究员、教授、博士生导师，中国共产党党员，第十三届全国人民代表大会山西省代表。现任山西省高级人民法院党组书记、院长。

## 生平
冯军1983年本科毕业于南京大学，获法学学士。1990年在中国人民大学获法学硕士学位，1993年在中国人民大学获法学博士学位。
2018年1月，冯军在山西省选区参选第十三届全国人大代表并成功当选。2021年8月，辞去全国人大常委会委员及全国人大社会建设委员会委员职务。2021年9月，任山西省高级人民法院代理院长。

## 社会兼职
担任中国社会科学院文化法制研究中心主任、《法学研究》副主编、中国法学会行政法学研究会副会长、中国行政管理学会常务理事、国家中高级干部学法讲师团成员。